# All Stars (chanson)
Ne doit pas être confondu avec All Star (chanson).
Singles de Martin Solveig
Places
(2016) My Love
(2018)
Singles par Alma
Don't You Feel It
(2017) Phases
(2017)
All Stars est une chanson du DJ français Martin Solveig avec la participation vocale de la chanteuse finlandaise Alma, sortie le 16 juin 2017.

## Liste des pistes
| 1. | All Stars (Original Version) | 2:50 |

| 1. | All Stars (Apexape Extended Mix) | 5:44 |
| 2. | All Stars (Brohug Remix)         | 4:57 |
| 3. | All Stars (Creange Extended Mix) | 6:20 |

## Classements hebdomadaires
| Classement (2017-18)                    | Meilleure position |
| --------------------------------------- | ------------------ |
| Allemagne (Media Control AG)            | 33                 |
| Autriche (Ö3 Austria Top 40)            | 24                 |
| Belgique (Flandre Ultratop 50 Singles)  | 11                 |
| Belgique (Wallonie Ultratop 50 Singles) | 4                  |
| Écosse (OCC)                            | 69                 |
| États-Unis (Hot Dance/Electronic Songs) | 40                 |
| France (SNEP)                           | 27                 |
| France (SNEP Ventes)                    | 11                 |
| Hongrie (Rádiós Top 40)                 | 8                  |
| Pologne (ZPAV)                          | 7                  |
| Royaume-Uni (UK Singles Chart)          | 83                 |
| Suisse (Schweizer Hitparade)            | 94                 |

## Certifications
| Région | Certification | Ventes/Streams |
| --- | ------------- | -------------- |
| Belgique (BEA) | Or            | 15 000*        |
| France (SNEP) | Diamant       | 400 000*       |
| Allemagne (BM) | Or            | 200 000^       |
| Italie (FIMI) | Or            | 25 000‡        |
| Royaume-Uni (BPI) | Argent        | 200 000‡       |
| *Ventes selon la certification ^Mise en rayon selon la certification xNon précisé par la certification ‡ventes/streaming selon la certification |               |                |